# Korejski prolaz
Korejski prolaz je morski prolaz koji povezuje Istočno ili Japansko more na sjeveroistoku s Istočnim kineskim morem na jugu. Razdvaja Korejski poluotok od otoka Kyūshūa i Honshūa. Širok je 180 km, a dubok 90 m. U prolazu se nalazi otok Cušima. Područje jugoistočno od otoka naziva se i Cušimski tjesnac u kojem se 1905. zbila velika pomorska bitka bitka između japanskih i ruskih snaga u kojoj je razorena većina ruskih flote.

## Vanjske poveznice
|  | Zajednički poslužitelj ima još gradiva o temi Korejski prolaz |